# Karel Šourek
Karel Šourek (28. července 1909, Praha – 29. března 1950, Praha) byl malíř, typograf, scénograf, výtvarný kritik a historik umění zaměřený na české moderní umění.

## Život
Karel Šourek studoval v letech 1925–30 na Uměleckoprůmyslové škole v ateliérech prof. Arnošta Hofbauera a Josefa Kaplického. Navštěvoval přednášky dějin umění na Filozofické fakultě Univerzity Karlovy (prof. Josef Pečírka, V.V. Štech), seminář Vojtěcha Birnbauma a přednášky estetiky Otakara Zicha.
V letech 1927-1928 byl scénografem v divadle Dada (spolu s F. Matouškem, F. Muzikou a F. Zelenkou), roku 1929 scénografem Moderního studia.
Jako výtvarný kritik nebo editor působil postupně v řadě časopisů – Signál (1927–29, časopis skupiny D-Blok sdružující avantgardní divadelníky a filmaře: J. Frejka, E.F. Burian, O. Mrkvička, J. Lehovec, J. Kučera), Studentský časopis (1927–28), Akce (1930), Žijeme (1931–32, časopis českých funkcionalistů), Útok (1933–36), Brázda (1939–40)
Roku 1934 se stal členem Umělecké besedy a v letech 1935–1941 převzal výtvarnou redakci jejího časopisu Život. Během války psal jako výtvarný kritik pro Národní politiku a uspořádal řadu výstav (Umění na Slovensku, 1937, Umění v Čechách XVII. a XVIII. století. Pražské baroko 1600-1800, 1938).
Byl pracovníkem státní památkové péče. Ve spolupráci s fotografy Alexandrem Paulem a Františkem Illkem založil roku 1944 edici Documenta bohemiae artis phototypica, která měla dokumentovat zachované památky českého umění. Na jeho výstavních projektech Staré umění na Slovensku (1937) a Pražské baroko (1938) se podílela řada historiků z okruhu V. Birnbauma (O. Stefan, V. Mencl, A. Birnbaumová).
Roku 1941 založil edici Cesta k umění a po válce (1946) novou edici Malíři a sochaři Umělecké besedy, kde do roku 1949 vyšlo 23 publikací. Na předválečný časopis Útok navázal po válce časopis Cíl, kam Šourek přispíval články o památkové péči.
Roku 1944 byl zatčen pro odbojovou činnost a odsouzen k trestu smrti, ale dočkal se osvobození v květnu 1945.
Jeho dlouholetý profesionální zájem o památky na Slovensku byl oceněn roku 1949 jmenováním do funkce ředitele Slovenské národní galerie a profesorem estetiky na slovenské Akademii výtvarných umění. Karel Šourek zemřel roku 1950 předčasně ve věku 40 let. Jeho syn Jakub Vítovský (* 1947) je rovněž historikem umění, věnuje se převážně středověkému umění a průzkumu památek.

## Dílo
Karel Šourek patřil širokým okruhem svých aktivit k avantgardním umělcům a teoretikům 20. let.
Ve svých textech vycházel z podnětů vídeňské školy, českého strukturalismu a v návaznosti na V. V. Štecha také z některých sociologických hledisek. Po celý život soustavně sledoval moderní české umění a připravoval soubornou publikaci České umění 20. století, z níž před smrtí stačil publikovat jen některé texty v monografiích malířů. Z jeho podnětu vznikly souborné publikace Staré umění na Slovensku (1938) nebo monografie Dílo Jana Zrzavého (1941) a Václava Rabase (1942), kam svými texty přispělo více historiků umění.
Během války se stala významnou jeho edice Cesta k umění, kde byly publikovány souborné práce o gotickém sochařství (Albert Kutal), umění 19. století (Vojtěch Volavka), pravěkém umění (Neústupný) nebo lidovém umění (Šourek).
Šourkem založená edice Documenta bohemiae artis phototypica navazovala na projekt, který ve Vídni realizoval Max Dvořák (Monumenta Artis Germanicae) a byla v Čechách první a svým rozsahem ojedinělá. Její pokračování zmařil komunistický převrat roku 1948.

## Publikace
- Umění na Slovensku. Odkaz země a lidu. Praha 1938
- Lidové umění v Čechách a na Moravě, Praha 1942
- Dílo Cypriana Majerníka, Praha 1946
- Monumentální Mikoláš Aleš, Umělecká beseda, Praha, 1947

### Katalogy výstav Umělecké besedy
- Dílo Václava Rabasa (1908-1941). Praha 1942
- Malíři a sochaři Umělecké besedy. Praha 1946
- Sochař Karel Lidický. Malíři a sochaři Umělecké besedy, sv. 3, Praha 1949
- Tradice realismu v díle Vlastimila Rady. Malíři a sochaři Umělecké besedy, sv. 22, Praha 1949
- Maďarský realismus. Praha 1949

### Autorské výstavy
- 1962/1963 Karel Šourek, Galerie Československý spisovatel, Praha
- 1990 	Karel Šourek (1909–1950): Malba, Staroměstská radnice, Křížová chodba a Rytířský sál, Praha